# Eilema alba
Eilema alba là một loài bướm đêm thuộc phân họ Arctiinae, họ Erebidae.